# Floating Car Data
Floating Car Data (FCD) bezeichnet einen Systemvorschlag mit Daten, die aus einem Fahrzeug heraus generiert werden, welches aktuell am Verkehrsgeschehen teilnimmt. Das umfasst sowohl Daten über den Zustand des Fahrens als auch Zustandsdaten des Ortes beim Stehen, zum Beispiel im Stau, vor Ampeln oder auf einem Warteplatz. Ein Datensatz beinhaltet zumindest den Zeitstempel sowie die aktuellen Ortskoordinaten. Durch den Einsatz des Floating-Car-Data-Verfahrens (FCD) werden Autos so zu mobilen Sensoren oder zu Software-Agenten.

## Systemelemente
Ein Fahrzeug, das FCD generieren soll, benötigt ein GPS-Gerät, eine Mobilfunkanlage (GSM-, UMTS- oder LTE-basierend) und ein Endgerät, welches die Daten zur Versendung an die FCD-Zentrale aufbereitet, einkommende Daten aus der FCD-Zentrale verarbeitet und auf einem Bildschirm am Armaturenbrett anzeigt.
Die FCD-Zentrale ist ein Telematikdienstanbieter, der die Daten der FCD-Teilnehmer empfängt und idealerweise anonymisiert. Aufgrund von Ortungsungenauigkeiten etc. ist zunächst eine Karteneinpassung in eine digitale Karte notwendig. Zur Generierung von Verkehrsinformationen kann auch die Datenfusion mit anderen Quellen, bspw. stationären Sensoren, zum Einsatz kommen. Ist ein Verkehrshindernis oder -problem zu erkennen, sendet die FCD-Zentrale via Mobilfunk ein Signal mit entsprechenden Ausweichmöglichkeiten an die einzelnen FCD-Teilnehmer. Das Endgerät überprüft die empfangenen Daten auf Plausibilität, das heißt, es kontrolliert die momentane Lage anhand von GPS und der gewählten Route. Wenn das Problem auf der Route liegt, wird die Alternativroute aus der FCD-Zentrale auf dem Bildschirm ausgegeben. Das System greift sich nur diejenigen Daten ab, welche von Belang für den Fahrer sind.
In Pilotprojekten in Berlin und in Wien
```
dienten vor allem Taxiflotten zur Generierung von FCD, da diese für Aufgaben des 
Flottenmanagements
 bereits über die notwendige Ausstattung samt Zentrale verfügen. Der dafür geprägte Begriff lautet Taxi-FCD
[
4
]
.
```

Neben kommerziellen Anbietern beschäftigen sich auch Forschungseinrichtungen mit dem Thema. Das DLR kann auf die Taxi-FCD mehrerer Städte zurückgreifen und damit über die Anwendung Cityrouter eine Verkehrslage-Auskunft generieren.

## Extended Floating Car Data (XFCD)
XFCD ist eine Erweiterung zu FCD: Da in einem modernen Automobil viele nützliche Assistenzsysteme wie ABS, ASR, ESP, Regensensoren und vieles mehr vorhanden sind, entwickelt BMW eine verbesserte Variante des FCD, nämlich das XFCD. Hier bekommt das Endgerät sämtliche Daten der Autoelektronik und wertet diese nach bestimmten Algorithmen für verschiedene Situationen aus. Es erkennt zum Beispiel anhand von ABS und ESP, dass bei einer eben passierten Stelle Glatteis vorherrscht. Das Gerät schickt diese Angaben situationsgesteuert an die FCD-Zentrale. Diese untersucht die Daten wieder auf Plausibilität, indem sie untersucht, ob von dieser Stelle gleiche Ergebnisse von anderen FCD-Teilnehmern gesendet wurden. Ist dies der Fall, so schickt die Zentrale eine Warnung für diese Position heraus, damit sich ein Kraftfahrzeugführer rechtzeitig auf diese neue, gefährliche Situation einstellen kann. So kann ein Autofahrer vor Gefahren wie Eis, Regen, Nebel rechtzeitig gewarnt werden, was wiederum hilft, schwere Unfälle zu verhindern.

## Kritik
Statusinformationen über die Serverfunktion einer FCD-Zentrale liefert lediglich träge Daten hinreichend langer Gültigkeit und entsprechend geringer Aktualität.
Das Potential schneller Statusinformationen durch Kommunikation benachbarter Fahrzeuge wird durch die Pilotkonzepte nicht evaluiert, da solche Kommunikation keinen Durchsatz (Traffic) in den Netzen der beteiligten Mobilfunkanbieter erzeugen kann.
Das Angebot von Flussdaten aus dem Verkehr als kostenpflichtige Dienstleistung wird für private Nutzer unattraktiv bleiben. Der Nutzen für professionelle Verkehre bleibt wegen der heterogenen Informationsstrukturen mit ortsfesten Sensoren und an das Fahrzeug gebundenen Sensoren sowie Telefonmeldungen zweifelhaft. Bezogen auf die Anzahl der Verkehrsteilnehmer auf deutschen Straßen ist die Anzahl der Nutzer von FCD-Diensten verschwindend gering. Die Veröffentlichungen zum Kundennutzen liefern lediglich Marketingdaten, aber keinen Nachweis eines hinreichenden Nutzens.